# Gamba Osaka
Gamba Osaka (japonês: ガンバ大阪) é um clube de futebol japonês que atualmente joga na 1.ª divisão da J-League. Está localizado em Osaka e é uma das equipes japonesas mais populares.

## História

### Inicio
Fundado em 1980, no distrito de Nara, como o clube de futebol Matsushita Electric Industrial Co., Ltd. (empresa que foi renomeada como Panasonic Corporation em 1 de outubro de 2008, o Gamba Osaka foi um membro da extinta liga de Futebol do Japão (JSL). Em 1992, afiliou-se à J-League.

### Era J-League
Em 2005, o clube reivindicava seu primeiro campeonato na J-League em uma reta final dramática onde cinco clubes poderiam ter vencido o campeonato. O Gamba precisava ganhar, enquanto o Cerezo Osaka, seu rival de cidade, perder. O Gamba derrotou o Kawasaki Frontale por 4 a 2, já o Cerezo não ganhou do Tokyo. Recentemente, em um jogo da liga dos campeões de AFC, o Gamba Osaka derrotou a equipe vietnamita Da Nang FC igualando recorde de gols, vencendo por 15 a 0. No ano de 2007, venceu a Copa da Liga Japonesa, ao derrotar o Kawasaki Frontale por 1 a 0.

### Anos de ouro
Em 2008, o Gamba Osaka venceu o Campeonato Pan-Pacífico ao derrotar na final a equipe estadunidense Houston Dynamo por 6 a 1 e perdeu a Copa Suruga Bank, na sua primeira edição, ao ser derrotado pela equipe argentina do Arsenal de Sarandí por 1 a 0.
No mesmo ano, no dia 12 de novembro, o Gamba Osaka conquistou o título de campeão da Liga dos Campeões Asiática, ao bater o Adelaide United, na Austrália, por 5 a 0, com dois gols do atacante brasileiro Lucas Severino. Com o resultado, ganhou o direito de disputar, pela primeira vez em sua história, o Mundial de Clubes da FIFA, onde chegou às semifinais da competição ao eliminar novamente o Adelaide United desta vez pelo placar de 1 a 0.
No dia 18 de novembro de 2008, o Gamba Osaka enfrentou na semifinal o temível Manchester United pelo Mundial de Clubes da FIFA, perdendo em um grande jogo por 5 a 3. Os gols do Manchester foram marcados por Vidić, Cristiano Ronaldo, Fletcher e dois de Wayne Rooney. Os gols do Gamba Osaka foram de Yamazaki, Adriano Bispo e Hashimoto. Na decisão do terceiro lugar da competição, o Gamba Osaka venceu o Pachuca do México por 1 a 0, com gol marcado por Adriano Bispo aos 28 minutos do primeiro tempo.

### Rebaixamento, Tríplice Coroa e Copa Suruga Bank
No dia 1 de dezembro de 2012, o Gamba Osaka foi rebaixado pela primeira vez na sua história após uma derrota para o Júbilo Iwata por 2-1. O período na segunda divisão da J-League foi curto, já voltando a elite no ano seguinte após ser campeão da J2 após 4 pontos de vantagem para o rival local e vice-campeão Vissel Kobe. O acesso foi confirmado na 39a rodada após uma goleada por 4-0 sobre o Roasso Kumamoto.
Em 2014, o time de Osaka repetiu o feito do Kashiwa Reysol de 2011 em ser campeão da J-League logo após voltar da segunda divisão e também repetiu o feito do Kashima Antlers de 2000 ao conquistar a Tríplice coroa do futebol japonês ao ser campeão nacional, campeão da Copa da Liga Japonesa de 2014 derrotando o Sanfrecce Hiroshima por 3-2 na decisão e campeão da Copa do Imperador derrotando o surpreendente Montedio Yamagata por 3-1.
Como campeão da Copa da Liga Japonesa de 2014, o Gamba Osaka jogou a Copa Suruga Bank de 2015 e foi derrotado pelo campeão da Copa Sul-Americana de 2014, Club Atlético River Plate pelo placar de 3-0. No dia 1 de Janeiro de 2016, o time de Osaka conquistou o bicampeonato seguido da Copa do Imperador ao derrotar o Urawa Red Diamonds por 2-1.

## Uniformes

### Uniformes dos jogadores
| 1.º uniforme | 2.º uniforme |

### Uniformes anteriores
- 2019

| 1.º uniforme | 2.º uniforme |

- 2018

| 1.º uniforme | 2.º uniforme |

- 2017

| 1.º uniforme | 2.º uniforme | AFC |

- 2016

| 1.º uniforme | 2.º uniforme |

- 2015

| 1.º uniforme | 2.º uniforme | 3.º uniforme |

## Títulos
| Continentais | Continentais             | Continentais | Continentais                 |
|              | Competição               | Títulos      | Temporadas                   |
| ------------ | ------------------------ | ------------ | ---------------------------- |
|              | Liga dos Campeões da AFC | 1            | 2008                         |
|              | Campeonato Pan-Pacífico  | 1            | 2008                         |
| Nacionais    |                          |              |                              |
|              | Competição               | Títulos      | Temporadas                   |
| Japão        | J1 League                | 2            | 2005, 2014                   |
| Japão        | Copa do Imperador        | 5            | 1991, 2008, 2009, 2014, 2015 |
| Japão        | Copa da Liga Japonesa    | 2            | 2007, 2014                   |
| Japão        | Supercopa do Japão       | 2            | 2007, 2015                   |
| Japão        | J. League Division 2     | 1            | 2013                         |

## Campanhas de destaque
- Copa do Mundo de Clubes da FIFA: 3.º lugar - 2008
- Copa Suruga Bank: 2.º lugar - 2008, 2015

## Registro da equipe

### Nacionais
| Ano  | Posição           |
| ---- | ----------------- |
| 1993 | 10.º colocado     |
| 1994 | 10.º colocado     |
| 1995 | 14.º colocado     |
| 1996 | 12.º colocado     |
| 1997 | 4.º colocado      |
| 1998 | 15.º colocado     |
| 1999 | 11.º colocado     |
| 2000 | 6.º colocado      |
| 2001 | 7.º colocado      |
| 2002 | 3.º colocado      |
| 2003 | 10.º colocado     |
| 2004 | 3.º colocado      |
| 2005 | Campeão           |
| 2006 | 3.º colocado      |
| 2007 | 3.º colocado      |
| 2008 | 8.º colocado      |
| 2009 | 3.º colocado      |
| 2010 | 2.º colocado      |
| 2011 | 3.º colocado      |
| 2012 | 17.º colocado (R) |
| 2013 | Campeão ²         |
| 2014 | Campeão           |

| Ano  | Posição          |
| ---- | ---------------- |
| 1992 | Quartas de final |
| 1993 | 2.º fase         |
| 1994 | Semifinal        |
| 1995 | Semifinal        |
| 1996 | Semifinal        |
| 1997 | Quartas de final |
| 1998 | 3.º fase         |
| 1999 | 3.º fase         |
| 2000 | Semifinal        |
| 2001 | Quartas de final |
| 2002 | 4.º fase         |
| 2003 | 4.º fase         |
| 2004 | Semifinal        |
| 2005 | Quartas de final |
| 2006 | Vice-campeão     |
| 2007 | Semifinal        |
| 2008 | Campeão          |
| 2009 | Campeão          |
| 2010 | Semifinal        |
| 2011 | 3.º fase         |
| 2012 | Vice-campeão     |
| 2013 | 3.º fase         |
| 2014 | Campeão          |

| Ano  | Posição          |
| ---- | ---------------- |
| 1992 | Fase dos grupos  |
| 1993 | Semifinal        |
| 1994 | Semifinal        |
| 1995 | Não houve copa   |
| 1996 | Fase dos grupos  |
| 1997 | Fase dos grupos  |
| 1998 | Fase dos grupos  |
| 1999 | 2.º Fase         |
| 2000 | 2.º Fase         |
| 2001 | 2.º Fase         |
| 2002 | Semifinal        |
| 2003 | Quartas de final |
| 2004 | Quartas de final |
| 2005 | Vice-campeão     |
| 2006 | Quartas de final |
| 2007 | Campeão          |
| 2008 | Semifinal        |
| 2009 | Quartas de final |
| 2010 | Quartas de final |
| 2011 | Semifinal        |
| 2012 | Quartas de final |
| 2013 | Não participou   |
| 2014 | Campeão          |